# Camp County
Das Camp County ist ein County im Bundesstaat Texas der Vereinigten Staaten. Das U.S. Census Bureau hat bei der Volkszählung 2020 eine Einwohnerzahl von 12.464 ermittelt. Der Sitz der County-Verwaltung (County Seat) befindet sich in Pittsburg.

## Geographie und Geschichte
Das County liegt nordöstlich des geographischen Zentrums von Texas, jeweils etwa 70 km von Oklahoma, Arkansas und Louisiana entfernt. Es hat eine Fläche von 526 Quadratkilometern, wovon 23 Quadratkilometer Wasserfläche sind. Es grenzt im Uhrzeigersinn an folgende Countys: Titus County, Morris County, Upshur County, Wood County und Franklin County.
Camp County wurde am 6. April 1874 aus Teilen des Upshur County gebildet. Benannt wurde es nach John Lafayette Camp (1828–1891), einem Offizier in der Armee der Konföderierten im Sezessionskrieg und Abgeordneten im Senat von Texas.

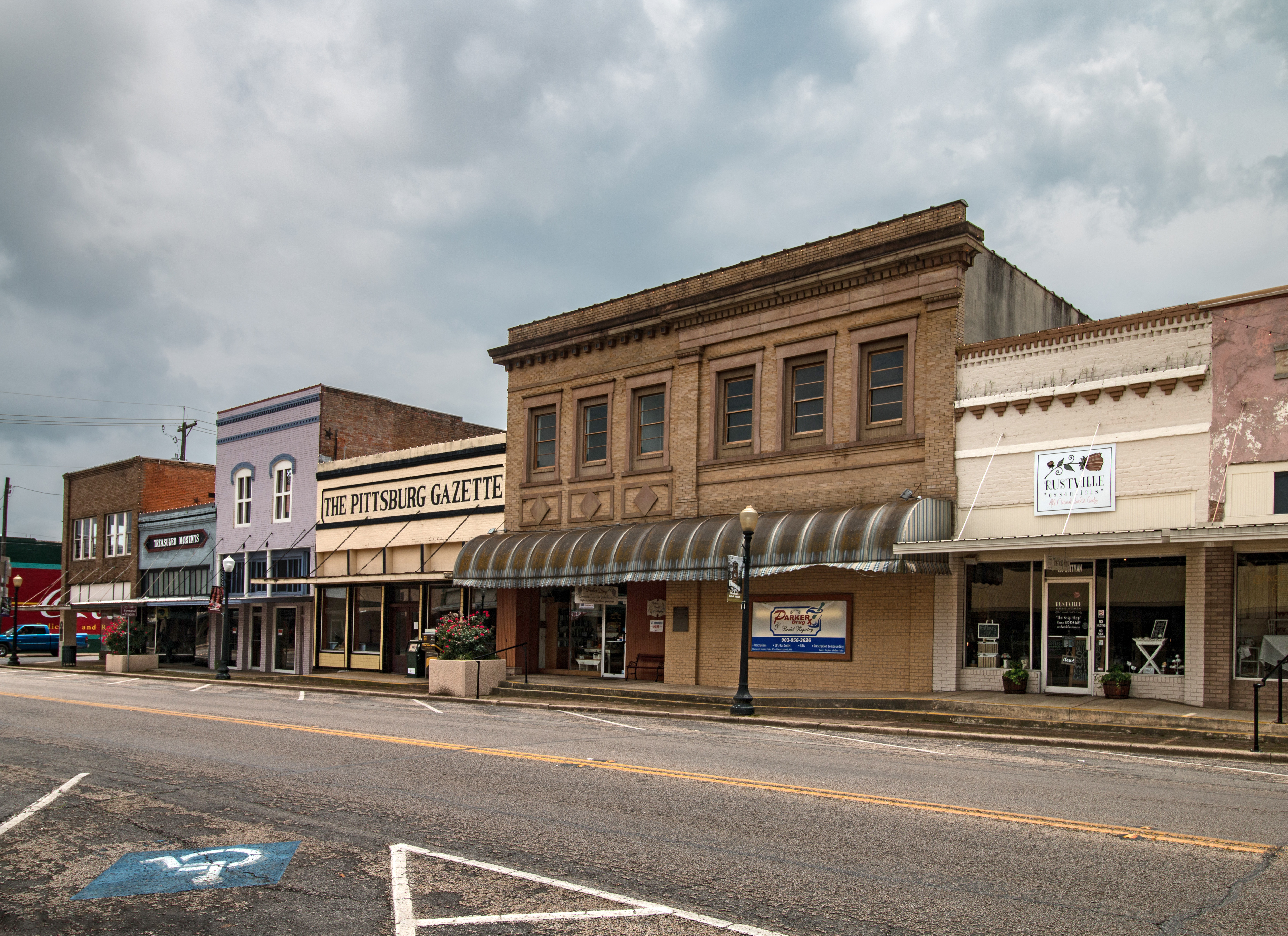
Pittsburg Commercial Historic District (2017)

Ein Ort im County ist im National Register of Historic Places (NRHP) eingetragen (Stand 17. Oktober 2018), der Pittsburg Commercial Historic District.

## Städte und Ansiedlungen
| - Blodgett - Brumley - County Line | - Ebenezer - Faker - Harvard | - Lafayette - Leesburg - Matinburg | - New Mine - Pine - Pittsburg | - Rocky Mound - Thomas |

## Demografische Daten

Alterspyramide des Camp Countys (Stand: 2000)

Nach der Volkszählung im Jahr 2000 lebten im Camp County 11.549 Menschen in 4.336 Haushalten und 3.156 Familien. Die Bevölkerungsdichte betrug 23 Einwohner pro Quadratkilometer. Ethnisch betrachtet setzte sich die Bevölkerung zusammen aus 69,53 Prozent Weißen, 19,20 Prozent Afroamerikanern, 0,35 Prozent amerikanischen Ureinwohnern, 0,17 Prozent Asiaten, 0,05 Prozent Bewohnern aus dem pazifischen Inselraum und 9,63 Prozent aus anderen ethnischen Gruppen; 1,07 Prozent stammten von zwei oder mehr Ethnien ab. 14,78 Prozent der Einwohner waren spanischer oder lateinamerikanischer Abstammung.
Von den 4.336 Haushalten hatten 31,5 Prozent Kinder oder Jugendliche, die mit ihnen zusammen lebten. 56,2 Prozent waren verheiratete, zusammenlebende Paare 12,5 Prozent waren allein erziehende Mütter und 27,2 Prozent waren keine Familien. 24,2 Prozent waren Singlehaushalte und in 11,8 Prozent lebten Menschen im Alter von 65 Jahren oder darüber. Die durchschnittliche Haushaltsgröße betrug 2,62 und die durchschnittliche Familiengröße betrug 3,09 Personen.
26,9 Prozent der Bevölkerung war unter 18 Jahre alt, 8,5 Prozent zwischen 18 und 24, 25,5 Prozent zwischen 25 und 44, 22,8 Prozent zwischen 45 und 64 und 16,3 Prozent waren 65 Jahre alt oder älter. Das Medianalter betrug 37 Jahre. Auf 100 weibliche Personen kamen 96,2 männliche Personen und auf 100 Frauen im Alter von 18 Jahren oder darüber kamen 91,9 Männer.
Das jährliche Durchschnittseinkommen eines Haushalts betrug 31.164 USD, das Durchschnittseinkommen einer Familie betrug 36.142 USD. Männer hatten ein Durchschnittseinkommen von 31.870 USD, Frauen 18.797 USD. Das Prokopfeinkommen betrug 16.500 USD. 15,9 Prozent der Familien und 20,9 Prozent der Einwohner lebten unterhalb der Armutsgrenze. In den USA betrug die Armutsgrenze (2010) 11.344 USD Jahreseinkommen.